# Alfonso García Robles
Alfonso García Robles (20.3.1911 – 2.9.1991) là một chính trị gia, một nhà ngoại giao México, đã đoạt giải Nobel Hòa bình năm 1982, chung với bà Alva Myrdal của Thụy Điển.
García Robles sinh tại Zamora, Michoacán, México. Ông học luật học ở trường "Đại học tự trị quốc gia Mexico" (National Autonomous University of Mexico) (UNAM), sau đó phục vụ trong ngành ngoại giao Mexico từ năm 1939. 
Ông được cử vào đoàn đại biểu Mexico tham dự Hội nghị San Francisco năm 1945 để thành lập Liên Hợp Quốc.
Ông làm đại sứ Mexico ở Brasil từ năm 1962 tới năm 1964, rồi làm thư ký Bộ ngoại giao Mexico từ năm 1964 tới năm 1970. Từ năm 1971 tới năm 1975 ông làm đại diện Mexico tại Liên Hợp Quốc rồi làm bộ trưởng Bộ Ngoại giao Mexico từ năm 1975-76. Sau đó, ông được bổ nhiệm làm đại diện thường trực của Mexico tại Hội nghị giải trừ quân bị.
García Robles được nhận giải Nobel Hòa bình chung với Alva Myrdal cho công lao đóng góp vào Hiệp ước Tlatelolco, lập ra một vùng phi hạt nhân ở châu Mỹ Latinh và vùng Caribbe. Hiệp ước này được đa số các nước trong khu vực ký năm 1967, tuy một số nước phải mất nhiều thời gian để phê chuẩn Hiệp ước này.
Ông được nhận vào Colegio Nacional  năm 1972.